# クロトナの戦い
クロトナの戦いは紀元前204年から紀元前203年に発生した戦闘であり、ポー平原遠征と並び、イタリア半島における第二次ポエニ戦争最後の戦いである。ハンニバルはメタウルスの戦いで弟ハスドルバル・バルカが敗北した後にブルティウムに撤退していたが、ローマ軍はイオニア海からの補給を断ち、またクロトナからカルタゴへの脱出を阻止しようとしていた。クロトナはハンニバルが利用できる最後の港でその保持に苦しんでいたが、カルタゴへの脱出自体は成功した。

## 資料
ハンニバルのイタリア半島における戦闘であるクロトナの戦いに関してはティトゥス・リウィウスの『ローマ建国史』に記載がある。またアッピアノスの『ローマ史』、カッシウス・ディオの『ローマ史』にも記録がある。

## 南イタリアにおけるハンニバル戦争の終焉
紀元前204年、ローマは明らかに戦争に勝利しつつあった。3年前にイベリアからアルプスを越えてイタリアに侵入し、兄であるハンニバルに合流しようとしたハスドルバルの軍を粉砕していた（メタウルスの戦い）。プブリウス・コルネリウス・スキピオ（後のスキピオ・アフリカヌス、大スキピオ）は、ハスドルバル不在のイベリアに留まり、イリッパの戦いでカルタゴ軍に勝利していた。ローマの最終的な勝利は時間の問題であった。
メタウルスの戦いの後、ハンニバルは残存カルタゴ軍およびその同盟軍をイタリア半島最南端のブルティウム（現在のカラブリア州）に集中させた。ルカニアとマグナ・グラエキアの占領地は、戦略的重要性が失われ、またローマ軍の攻撃から防衛出来ないと判断されたために放棄された。また、前年にローマに幾つもの都市がローマに占領されており、多くの兵を失っていた。ハンニバルは損害を最小に抑えたかった。周囲を海に囲まれ、また多くが山岳地帯であるブルティウムは、ローマ軍の侵攻に対応するには最適の土地であった。ハンニバルは父であるハミルカル・バルカが第一次ポエニ戦争のシチリア戦線で使った戦術と同じ戦術を採用した。軍事史家のハンス・デルブリュックによると、ハンニバルの戦略的目標は、イタリア半島のカルタゴ占領地と引き換えにローマと有利な条件での講和を行うことであった。
リウィウスは、その後の戦争を次のように述べている。「ブルティウムでの悪戦苦闘は、カルタゴ軍が通常の戦闘ではなく山賊行為的な戦闘方法を採用したために生じた。ヌミディア兵は、もともとこのような戦闘に慣れていたし、ブルティウム兵もそれに従った。将軍たちが許したため、最後にはローマ兵も熱心に略奪を行なうようになった」
この段階で、ローマは次をどうするかを決める必要があった。元老院での多大な議論の後、スキピオは紀元前205年の執政官（コンスル）に選出され、主張していたアフリカ遠征が認められた。スキピオの主張は、カルタゴ本国を攻撃することによってのみ、ハンニバルおよびリグリア（現在のリグーリア州）に上陸していたマゴをイタリアから撤退させることが出来るというものであった。しかし、スキピオには十分な兵力は与えられず、シチリアから遠征軍を送るために1年間を費やした。

## ブルティウムでの作戦

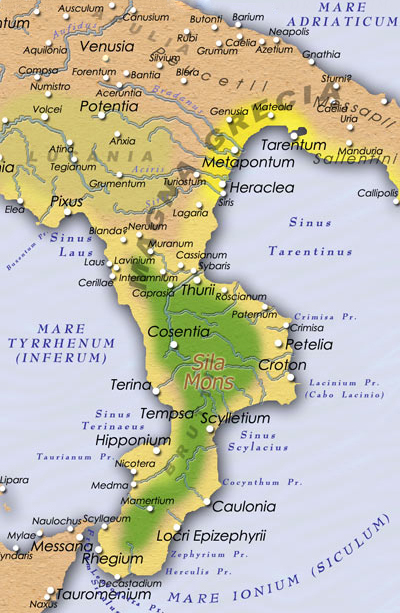
紀元前3世紀のマグナ・グラエキアとブルティウム

時間とともにスキピオの推測が正しかったことが証明された。4年の間ローマ軍はブルティウムに注力せざるを得ず、一部はマゴに対応するためにエトルリアとガリア・キサルピナに分派された。紀元前206年には2人の執政官がともにブルティウムを担当していた。カッシウス・ディオは両執政官が積極行動を取らなかったことに関して「ハンニバルは静謐を保つことによって、すでに彼が保持している利点を失わないことに満足していた。ローマ側も待つことによって戦闘を行わずともハンニバルの勢力が弱体化すると信じていた」と述べている。アッピアノスは、ハンニバルはカルタゴからの援軍を待っていたとしている。援軍は実際には到着しなかった。100隻からなる艦隊が、兵士、軍資金、補給物質を持ってカルタゴを出航したが、強風に流されて航路を外れ、サルディニア沖でローマ軍に撃破された。このため、ハンニバルは現地で重税を課し、また私有財産の没収をせざるを得なくなった。当然ながらハンニバルの人気は低下し、反乱も幾つか発生した。信用できない市民達を戦略的に重要な城塞都市から追放し安全を確保したが、ロクリでは失敗した。紀元前205年、スキピオ率いるローマ軍の分遣隊がレギウム（現在のレッジョ・ディ・カラブリア）から派遣され、奇襲によって都市の一部を占領した。ハンニバルはローマ軍撃退のために直ちに移動した。しかしカルタゴの暴政と略奪に敵意を抱いていた市民は、ローマ側に付くことを選んだ。
ロクリはカラブリア半島先端の重要な港湾都市であり、これを失ったハンニバルはクロトナに基地を設置した。クロトナは軍事作戦に適しているだけでなく、他の都市に対する武器庫と司令部として使えた。前年と同様に、ハンニバルはそれぞれ2個軍団からなる2つのローマ軍、1個軍は執政官プブリウス・リキニウス・クラッスス（en）、もう1個軍はプロコンスルのクィントゥス・カエキリウス・メテッルス、と対峙していた。アッピアノスによると、クラッススはコンセンティアを含むブルティウムのカルタゴ側都市の7つを離反させた。これに武力を用いたか交渉によるかは議論が分かれている。また、リウィウスがコンセンティアの降伏はクロトナの戦いの翌年としていることから、これら都市の離反が実際にあったのかも議論されている。またリウィウスによると紀元前205年の特筆すべきできごとはペストの流行であり、ローマ軍、カルタゴ軍双方に大打撃を与え、加えてカルタゴ軍は食料不足に苦しんでいた。通常、執政官は年末には翌年の執政官選挙のためにローマに戻るが、年末になってもペストは蔓延しており、その深刻さのためにクラッススはローマに戻ることができなかった。クラッススは元老院に対して、兵をペストの危険にさらさないために、1個軍の解散を求めた。元老院はクラッススに対して彼が正しいと思うことを実施する権利を与え、またプブリウス・センプロニウス・トゥディタヌスを新任の執政官として、新たに編成した軍を率いてブルティウムに派遣した。
クロトナ近郊での最初の戦いは紀元前204年の夏に発生した。リウィウスによると、行軍中のハンニバル軍とセンプロニウス軍の間の遭遇戦であった。カルタゴ軍が勝利し、ローマ軍は戦死1,200の損害を受けて混乱のうちに野営地に撤退した。ハンニバルは防御された野営地を攻撃する準備はしておらず、このためローマ軍は一掃されることを免れた。とは言え、センプロニウスは激しい一撃を受け、新編成されたローマ軍2個軍団はカルタゴ軍に対抗できないと判断された。センプロニウスは翌日の夜には野営地を放棄し、プロコンスルのクラッススが招聘された.。
センプロニウスはクラッススの軍と合流し、復讐を求めてクロトナに戻った。センプロニウスは彼の軍団を前線に配置し、クラッススの軍を予備とした。リウィウスの記載によれば、ハンニバルは2倍の兵力を有するローマ軍に対抗できず、戦死4,000、捕虜300の損害を受けてクロトナに撤退せざるを得なかった。しかし、ローマ軍がクロトナを攻撃したかは不明である。センプロニウスは他に関心を向け、クランペティアを攻撃した。コンセンティア、パンドシア、およびあまり重要ではない幾つかの都市が、自主的にローマ軍に降伏した。
クロトナ周辺での戦闘は紀元前203年も続いたらしいが、リウィウスは明確には記載していない。リウィウスは特に執政官グナエウス・セルウィリウス・カエピオがカルタゴ軍との会戦で勝利し、カルタゴ兵5,000を戦死させたとの話に懐疑的である。確実なことは、セリウィリウスはハンニバルがアフリカに向かうことを妨害できなかったことである。アッピアノスはカルタゴからの迎えの船に加えて、歴戦のカルタゴ兵を輸送するために、ハンニバルは新たな艦艇を建造したと述べている。これをローマ軍は阻止できなかった。

## その後
スキピオが予想していた通り、ハンニバルでのイタリアでの努力にかかわらず、ローマとカルタゴの運命はイタリア外で決まった。スキピオのローマ軍はアフリカで何度かカルタゴ軍に勝利したため、カルタゴ本国はハンニバルに支援を求めた。ハンニバルは依然としてブルティウムに滞陣しており、弟のマゴはポー平原遠征で瀕死の重症を負っていた。マゴの軍もカルタゴ本国に向かい、ハンニバルの軍と合流してザマの戦いでローマ軍と対決する。

## 参考資料
- Livius, Titus, The History of Rome, Vol. IV, Electronic Text Center, University of Virginia Library
- Appian, History of Rome: The Hannibalic War , Livius Articles on Ancient History
- Cassius Dio, Roman History, LacusCurtius

## その他資料
- Mommsen, Theodor, The History of Rome, Book III, Project Gutenberg (Retrieved on 2007-09-24)
- Delbrück, Hans, Geschichte der Kriegskunst im Rahmen der politischen Geschichte, I Teil: Das Altertum, Walter de Gruyter & Co., Berlin 1964
- Caven, Brian, The Punic Wars, Weidenfeld and Nicolson, London 1980, ISBN 0-297-77633-9
- Smith, William, A Smaller History of Rome, Project Gutenberg (Retrieved on 2007-09-24)

座標: 北緯39度05分00秒 東経17度07分00秒 / 北緯39.0833度 東経17.1167度